# Corey Lemonier

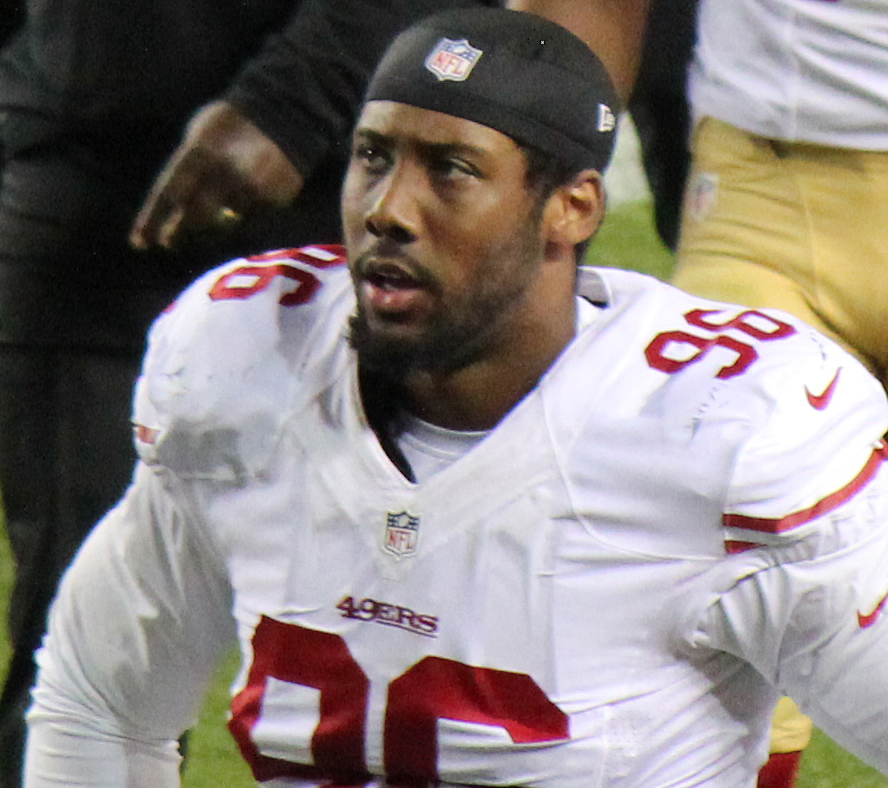
Corey Lemonier (2015).

Corey Lemonier, född 19 november 1991 i Hialeah i Florida, är en amerikansk utövare av amerikansk fotboll (linebacker), som för tillfället saknar klubbtillhörighet. Lemonier draftades 2013 spelar av NFL-laget San Francisco 49ers och har även spelat för Cleveland Browns, Detroit Lions och New York Jets. Han spelade collegefotboll för Auburn University.